# Crinipus leucozonipus
Crinipus leucozonipus là một loài bướm đêm thuộc họ Sesiidae. Nó được tìm thấy ở Yemen.